# Адам Дагім
Адам Дагім (дан. Adam Daghim, нар. 28 вересня 2005, Копенгаген, Данія) — данський футболіст палестинського походження, вінгер австрійського клубу «Ред Булл».

## Ігрова кар'єра

### Клубна
Адам Дагім народився в одному з передмість Копенгагена і займатися футболом почав в клубній академії столичного «Копенгагена». В 2021 році футболіст перейшов до молодіжної команди «Орхуса». 3 квітня 2022 року у матчі чемпіонату Данії проти «Вайле» Дагім дебютував в першій клубній команді і став наймолодшим гравцем «Орхуса», який грав у Суперлізі. В тому ж місяці Дагім підписав з клубом перший професійний контракт.
В серпні 2023 року Дагім підписав контракт до 2026 року з австрійським «Ред Буллом». Перший сезон в Австрії футболіст провів, граючи на правах оренди у фарм-клубі «Ред Булла» — «Ліферінгу» в Другій Бундеслізі. Першу офіційну гру в основі «Ред Булла» Дагім провів 9 лютого 2024 року в поєдинку чемпіонату країни проти «Штурма». Також в складі молодіжної команди "Биків" вінгер брав участь у Юнацькій лізі УЄФА.

### Збірна
Маючи палестинське коріння, Адам Дагім з 2024 року є гравцем молодіжної збірної Данії.